# Jugadores con más test matches de rugby

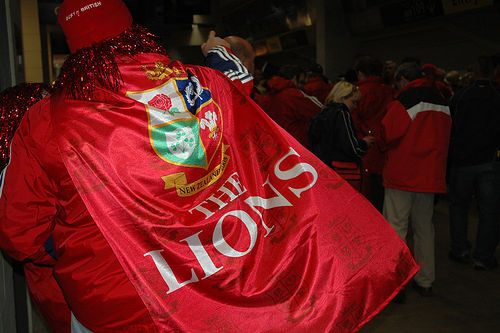
Bandera de los Leones.

Esta es la lista de los rugbistas con más partidos de prueba disputados.
Para ser reconocido un partido como internacional, las selecciones enfrentadas deben ser absolutas y sus federaciones reguladoras certificar la prueba como oficial. Por ello, no son pruebas aquellas disputadas por segundos equipos (ejemplos: Emerging Springboks e Ireland Wolfhounds) o partidos de selecciones contra uniones regionales o clubes (ejemplos: Tucumán o Melrose RFC).

## Leones
Los jugadores que representaron a los Leones Británicos e Irlandeses, tienen su bandera. Estos partidos son considerados partidos de prueba, debido a la importancia del combinado internacional para el desarrollo histórico del rugby, así los enfrentamientos contra y para ellos suman.
No existen Leonas, es decir la selección en mujeres. Pero de 1986 a 1990 existió la, ahora extinta, selección del Reino Unido y la integraron algunas de las mejores jugadoras británicas de la historia.

## Mujeres

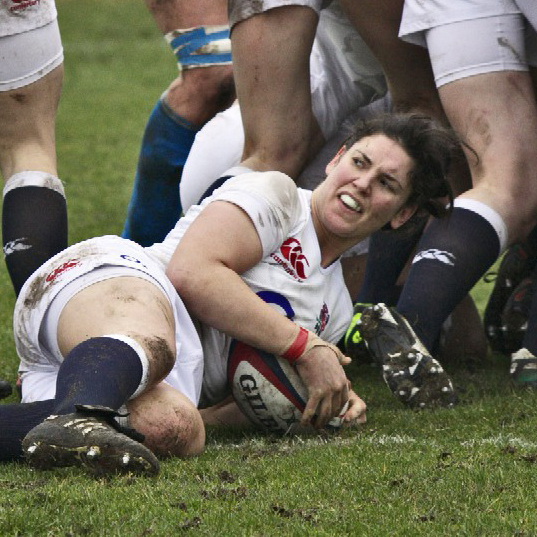
Hunter lidera en las mujeres.

Ratificada por los  en marzo de 2023, la hooker inglesa Sarah Hunter es la máxima jugadora internacional.
Actualizada el 2 de abril de 2023
Se indica la posición más usual de la rugbista. Las jugadoras en negrita continúan activas en sus seleccionados.
|    | Jugadora           | Pruebas | Selección  | Carrera   | Posición    |
| -- | ------------------ | ------- | ---------- | --------- | ----------- |
| 1  | Sarah Hunter       | 141     | Inglaterra | 2007–     | Hooker      |
| 2  | Rochelle Clark     | 137     | Inglaterra | 2003–2018 | Pilar       |
| 3  | Donna Kennedy      | 115     | Escocia    | 1993–2010 | Ala         |
| 4  | Sara Barattin      | 111     | Italia     | 2005–     | Medio scrum |
| 5  | Emily Scarratt     | 100     | Inglaterra | 2008–     | Centro      |
| 6  | Liza Burgess       | 93      | Gales      | 1983–2006 | Octava      |
| 7  | Laetitia Salles    | 92      | Francia    | 2003–2014 | Hooker      |
| 8  | Safi N'Diaye       | 91      | Francia    | 2012–2022 | Octava      |
| 9  | Estelle Sartini    | 90      | Francia    | 1995–2006 | Apertura    |
| 10 | Manuela Furlan     | 89      | Italia     | 2009–2022 | Fullback    |
| 11 | Marlie Packer      | 89      | Inglaterra | 2008–     | Ala         |
| 12 | Michela Tondinelli | 87      | Italia     | 1990–2013 | Apertura    |
| 13 | Lucia Gai          | 84      | Italia     | 2010–     | Pilar       |
| 14 | Veronica Schiavon  | 82      | Italia     | 2001–2017 | Apertura    |
| 15 | Stéphanie Provost  | 77      | Francia    | 1994–2005 | Medio scrum |

## Varones

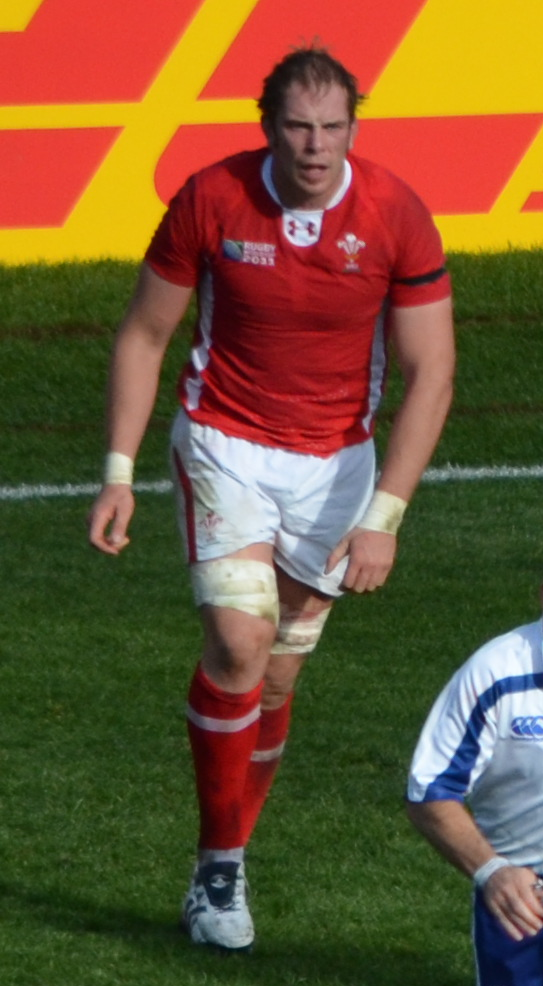
Jones es el líder y aún juega.

Hasta 1995 el rugby fue un deporte aficionado y entonces los partidos internacionales no eran regulares. La diferencia de época es tal, que solo cinco jugadores superaron las 90 internacionales:
- El centro exterior (n.º 13) francés Philippe Sella, jugó 111 partidos entre 1982 y el mundial de Sudáfrica 1995. Fue el primero en alcanzar y superar las 100 y 110 internacionalidades.
- El wing interior (n.º 11) australiano David Campese, jugó 101 pruebas entre 1982 y 1996. Fue el primero del hemisferio sur en alcanzar y superar las 100 internacionalidades.
- El fullback francés Serge Blanco, considerado el mejor de la historia en esa posición, jugó 93 partidos de 1980 y hasta Inglaterra 1991
- El hooker Sean Fitzpatrick jugó para los All Blacks 92 pruebas entre 1986 y 1997. Es el único forward que alcanzó y superó las 90 durante el.
- El wing inglés Rory Underwood jugó en los Leones y la Rosa, en total 92 pruebas entre 1984 y 1996.

### Actualidad

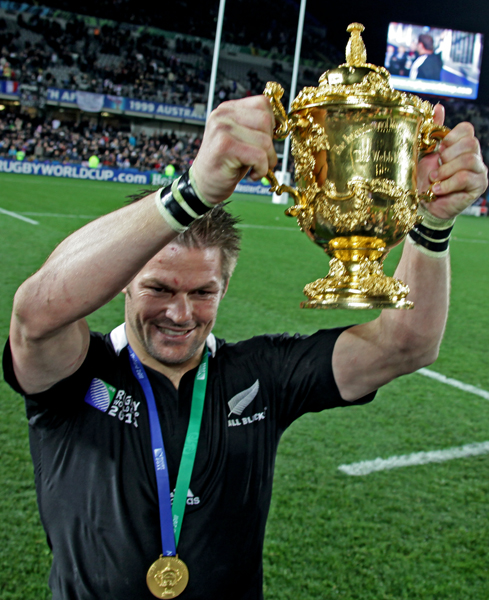
McCaw posee el récord del hemisferio sur.

En los años 1990 cuando el rugby se profesionalizó, la internacionalidad creció hasta alcanzar la cotidianidad de hoy y así A. W. Jones es el primero en alcanzar y superar las 150, 160 y 170 pruebas.
Actualizado el 10 de abril de 2025
|    | Jugador          | Pruebas | Selección     | Carrera   | Posición      |
| -- | ---------------- | ------- | ------------- | --------- | ------------- |
| 1  | Alun Wyn Jones   | 171     | Gales         | 2006–2023 | Segunda línea |
| 2  | Sam Whitelock    | 153     | Nueva Zelanda | 2010–2023 | Segunda línea |
| 3  | Richie McCaw     | 148     | Nueva Zelanda | 2001–2015 | Ala           |
| 4  | James Slipper    | 143     | Australia     | 2010–     | Pilar         |
| 5  | Sergio Parisse   | 142     | Italia        | 2002–2019 | Octavo        |
| 6  | Brian O'Driscoll | 141     | Irlanda       | 1999–2014 | Centro        |
| 7  | George Gregan    | 139     | Australia     | 1994–2007 | Medio scrum   |
| 8  | Cian Healy       | 137     | Irlanda       | 2009–2025 | Pilar         |
| 9  | Beauden Barrett  | 134     | Nueva Zelanda | 2012–     | Apertura      |
| 10 | Gethin Jenkins   | 134     | Gales         | 2002–2016 | Pilar         |
| 11 | Conor Murray     | 133     | Irlanda       | 2011–2025 | Medio scrum   |
| 12 | Keven Mealamu    | 132     | Nueva Zelanda | 2002–2015 | Hooker        |
| 13 | Eben Etzebeth    | 131     | Sudáfrica     | 2012–     | Segunda línea |
| 14 | Ronan O'Gara     | 130     | Irlanda       | 2000–2013 | Apertura      |
| 15 | Stephen Moore    | 129     | Australia     | 2005–2017 | Hooker        |
| 16 | Ben Youngs       | 129     | Inglaterra    | 2010–2023 | Medio scrum   |
| 17 | Florin Vlaicu    | 129     | Rumania       | 2006–2022 | Apertura      |
| 18 | Kieran Read      | 127     | Nueva Zelanda | 2008–2019 | Octavo        |
| 19 | Victor Matfield  | 127     | Sudáfrica     | 2001–2015 | Segunda línea |

Se indica la posición más usual del rugbista. Los jugadores en negrita están activos en sus seleccionados y los que están en cursiva solo continúan jugando en sus clubes.